# Deutsche Handballmeisterschaft (Frauen) 1964
Die siebte deutsche Meisterschaft im Hallenhandball der Frauen wurde am 7./8. März 1964 in der Berliner Sporthalle Schöneberg ausgetragen. Die Meister der Regionalverbände Süd, Südwest, West und Nord sowie zwei Vertreter des veranstaltenden Regionalverbands Berlin  hatten sich für die Endrunde qualifiziert. Die sechs Mannschaften spielten zunächst in zwei Gruppen. Die jeweils zwei Bestplatzierten zogen in das Halbfinale ein, die beiden Gruppenletzten bestritten das Spiel um Platz fünf. Deutscher Meister wurde der 1. FC Nürnberg.

## Spielergebnisse

### Gruppeneinteilung
- Gruppe A: 1. FC Nürnberg, Eimsbütteler TV, TV Vorwärts Frankfurt
- Gruppe B: Bayer Leverkusen, OSC Berlin

### Spiel um Platz 3
- Eimsbütteler TV – OSC Berlin 7:6 (6:3)

### Finale
- 1. FC Nürnberg – Bayer Leverkusen 8:4 (3:2)